# Erilophodes butzei
Erilophodes butzei là một loài bướm đêm trong họ Geometridae.